# Ludwig Imesch
Ludwig Imesch (* 15. August 1913 in Randa; † 3. Februar 1996 in Frauenfeld; heimatberechtigt in Bürchen und Zeneggen) war ein Schweizer Lehrer, Redaktor und Schriftsteller.

## Leben und Werk
Ludwig Imesch war der Sohn des Ernest Imesch und der Maria, geborener Schwarz. Er besuchte in Bürchen das Progymnasium und anschliessend das Lehrerseminar in Sitten. Imesch war von 1932 bis 1942 Lehrer im Kanton Wallis und arbeitete daneben als Redaktor für den Walliser Boten.
Ende der 1930er Jahre besuchte er Kurse in Journalistik und moderner Literatur an der Universität München und war seit 1935 schriftstellerisch tätig. Nebst ungezählten sprachpolitischen Zeitungsartikeln schrieb Imesch an die hundert Kurzgeschichten sowie zahlreiche Sagen, Gedichte, Abhandlungen, Romane, Hörspiele, Liedtexte und Fernsehfilmskripte. Imesch war Mitglied des Berner Schriftstellerinnen und Schriftsteller Vereins (BSV).
Da Imesch im Wallis keine Anstellung als Lehrer fand, zog er mit seiner Frau Helene, geborene Schmid, und den gemeinsamen Kindern nach Frauenfeld. Dort unterrichtete er von 1958 bis 1977 an der Primarschule «Spanner».
Imesch widmete sich auf Hochdeutsch und in Mundart vor allem Themen aus seiner Heimat, dem Wallis, und den Walsern. Er gilt als einer der Pioniere zur Pflege und Förderung der Oberwalliser Mundart. 1984 wurde er für seine Mundartwerke mit dem AWMM-Lyrikpreis in Antwerpen geehrt.

## Werke (Auswahl)
- Die Walliser-Heimat in drohender Gefahr! Neuenkirch, Kt. Luzern: Werkgemeinschaft Silvania 1937. (Silvania-Drucke; 47) .
- Die Schmugglerkönigin vom Geisspfad. Roman aus dem Wallis. Mörel: Selbstverlag des Verfassers 1949.
- Die Brücke von St. Gervas: Erzählung für die Jugend. Freiburg / Schweiz: Kanisius Verlag 1951.
- Texte: Das Oberwallis im Bild. 3 Bde. Brig: Rotten-Verlag 1978–1983.
- als Herausgeber: Was die Walser erzählen. Sagen und Geschichten aus den Walserkolonien. Frauenfeld: Huber 1981, ISBN 3-7193-0757-3.
- Rick äs bitzji nechär. Gidichtjini und Spruchjini in Wallisertiitsch. Brig: Rotten-Verlag 1983.